# Microsoft Visual C♯
Microsoft Visual C#是美國微軟公司開發的C#编程语言規格之集成开发环境使用者介面。
其中Visual這個術語是微軟相關產品的一致性的“品牌名稱”，一如微軟其它的產品一樣：Visual Basic，Visual FoxPro和Visual C++。所有这些产品都与一个图形化的集成开发环境打包在一起，并且支持基于Windows的应用程序的快速开发。
此条目C#是关于语言规范，避免涉及微软的实现。

## 簡介
Visual C#是一个微軟设计开发的，符合C#规范的开发语言，其编译后的可执行文件运行于.NET Framework（或者相关平台如.NET Compact Framework）之上。该语言的主要设计目标，是为了尽可能的提高开发效率。Visual C#與Java一樣，其编译结果是一种中間碼，而非机器码。C#和共通語言基礎本身是一种開放的跨平台标准，在Novell所支援的開放源代碼項目Mono項目的支持下，C#也是一个可以在LINUX和Mac OS X上開發的語言。
实际上一般所说的Visual C#更多的是指微软所开发的，用于编写、编译、调试C#程序的集成开发环境。该继承开发环境一般来说是Visual Studio的一部分，或者是独立的Visual C# Express开发环境。

## 相關語言
- Visual Basic.NET（VB.NET）

作為Visual Basic 6.0的后繼而被開發的編程語言。
- C++/CLI

使C++支持.NET Framework。
- IronPython

根據Python的.NET Framework改造的語言。
- Windows PowerShell

繼承Windows Script Host的語言，支持.NET Framework。

## 外部連結
- 官方首页 （页面存档备份，存于）（英文）
- Visual C# Express 首页（英文）
- Visual Studio Express 首頁 （页面存档备份，存于）（英文）
- Visual Studio Express 下載頁面 （页面存档备份，存于）（英文）
- Visual Studio Express 首頁 （页面存档备份，存于）（繁體中文）
- Visual Studio Express Visual C# 下載頁面 （页面存档备份，存于）（繁體中文）